# Scala di Brinell

Diagramma delle forze

La scala Brinell è una scala di valori ricavati dalla prova di durezza dei materiali con il metodo Brinell, ideata dal metallurgista svedese Johan August Brinell (1849 - 1925).

## Svolgimento della prova
Durante la prova viene esercitata pressione nota su di un materiale tramite un penetratore (o "indentatore"), per poi misurarne in seguito il diametro dell'impronta da esso lasciata e da questo ricavare il valore della durezza. Come altre prove di questo tipo è standardizzata dalle norme internazionali al fine di garantire la comparabilità di valori di durezza per una corretta valutazione delle caratteristiche dei materiali. In particolare tale prova è normata dallo standard ASTM E10-17, Standard Test Method for Brinell Hardness of Metallic Materials.
Il metodo Brinell prevede la possibilità di usare due diversi penetratori: uno in acciaio temprato, l'altro in metallo duro, tipo carburo di tungsteno.
Entrambi i penetratori sono comunque di forma sferica.
La prova con penetratore in acciaio temprato è generalmente considerata affidabile quando il valore trovato è inferiore a 350, mentre deve essere inferiore a 650 se si usa quello in metallo duro.

### Calcolo della durezza
La durezza Brinell si calcola a partire dai valori ottenuti dalla prova come:
H = F/S
dove F è la forza misurata in kgf e S è la superficie dell'impronta lasciata dal penetratore in mm². Essendo tale impronta di forma circolare, è possibile calcolare il valore della durezza dalla seguente formula:
{\displaystyle HB={\frac {2F}{\pi D(D-{\sqrt {D^{2}-d^{2}}})}}}
dove D è il diametro del penetratore e d è il diametro dell'impronta lasciata.
il diametro dell’impronta (ovvero d piccolo) si calcola d^2= -(-2h+D)^2+D^2. (made in Mitolo/Torri/Brando)

## Indicazione dei valori
Esempi di valore di durezza Brinell:
- 350 HBS: definizione sintetica, scarsamente comparabile. Indica che la durezza rilevata, con penetratore in acciaio temprato, è di 350;
- 350 HBS 5/750/20: definizione estesa. È equivalente alla precedente, ma indica anche il diametro della sfera (5 mm, 750 kg di carico applicato e 20 secondi di tempo di applicazione)

Nota: se il tempo di applicazione è quello standard (15 secondi), nella definizione estesa può non essere specificato.

## Tabella di comparazione tra valori di durezza Vickers e di durezza Brinell
| Durezza Vickers | Durezza Brinell[3] |
| --------------- | ------------------ |
| 100             | 95                 |
| 150             | 143                |
| 200             | 190                |
| 250             | 238                |
| 300             | 284                |
| 350             | 331                |
| 400             | 379                |
| 450             | 423                |
| 500             | 471                |
| 600             | 564                |
| 650             | 610                |
| 700             | 656                |